# Catedral de Rochester
La catedral de Rochester o Iglesia Catedral de Cristo y de la Bienaventurada Virgen María es una iglesia normanda que se encuentra en Rochester, en el condado de Kent. El obispado de Rochester es el segundo más antiguo de Inglaterra: solo el de Canterbury es más antiguo.

## Historia

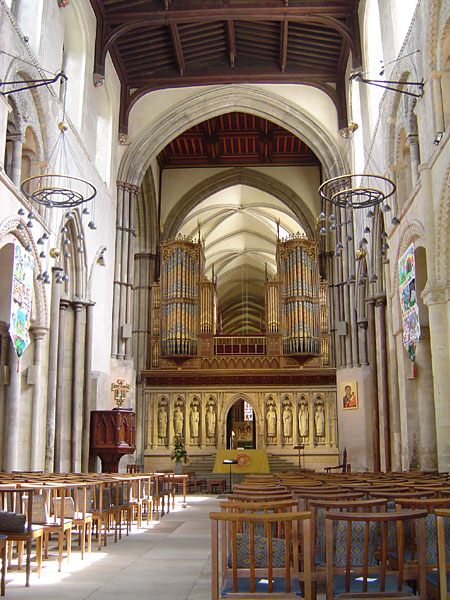
Interior de la catedral de Rochester

Fue fundada por Justo, uno de los misioneros que acompañaron a San Agustín a convertir a los paganos ingleses al cristianismo a principios del siglo VII. Como primer obispo de Rochester, el rey Ethelberto de Kent dio permiso a Justo para que estableciera una iglesia dedicada a San Andrés Apóstol (el mismo santo al que estaba dedicado el convento de Roma desde el que partieron hacia Inglaterra) en el mismo lugar donde se encuentra la catedral actual, que se convirtió en la sede del obispado. Fue ideada como college para sacerdotes y fue financiado con tierras cercanas a la ciudad llamadas « Priestfield ».

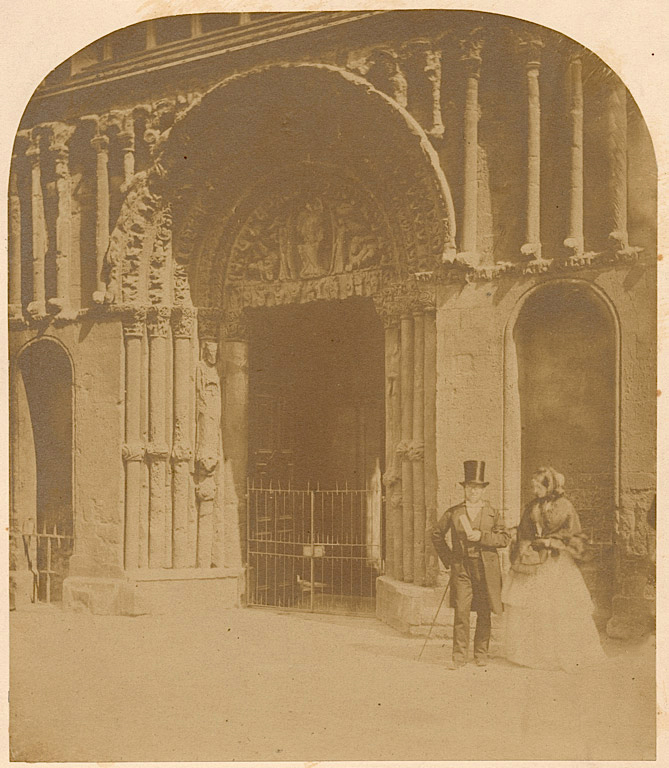
Catedral de Rochester por Frederick Scott Archer, c. 1850, Department of Image Collections, National Gallery of Art Library, Washington D. C.

La catedral y la ciudad sufrieron mucho debido a los mercianos (año 676) y los vikingos, pero mantuvo su importancia, tanto es así, que cuando Guillermo de Normandía conquistó Inglaterra en 1066, de dio la iglesia y sus terrenos a su hermano, Odo de Bayeux. La iglesia se degradó hasta el punto de casi destitución, una situación que sólo se remedió en 1082 cuando Lanfranc, arzobispo de Canterbury visitó y restauró algunas de las tierras y al personal. Gundulf, el obispo Normando de Rochester, también jugó un papel muy importante; él mismo era un arquitecto con mucho talento, comisionó y probablemente jugó un papel muy importante en el diseño de una nueva catedral que reemplazara a la iglesia de Justo. También sustituyó a los capellanes por monjes benedictinos, y trasladó las reliquias a un relicario de plata que se convirtió en lugar de peregrinaje, obteniendo varias subvenciones reales en forma de tierras, y demostró ser un gran benefactor de la catedral de su ciudad. Para cuando murió había construido la nave central y la fachada occidental, el transepto occidental se añadió entre 1179 y 1200 y el transepto oriental durante el reinado de Enrique II de Inglaterra. La catedral es pequeña, sólo tiene 93 metros de largo, pero su nave es la más antigua de Inglaterra y tiene una cripta Normanda muy importante.

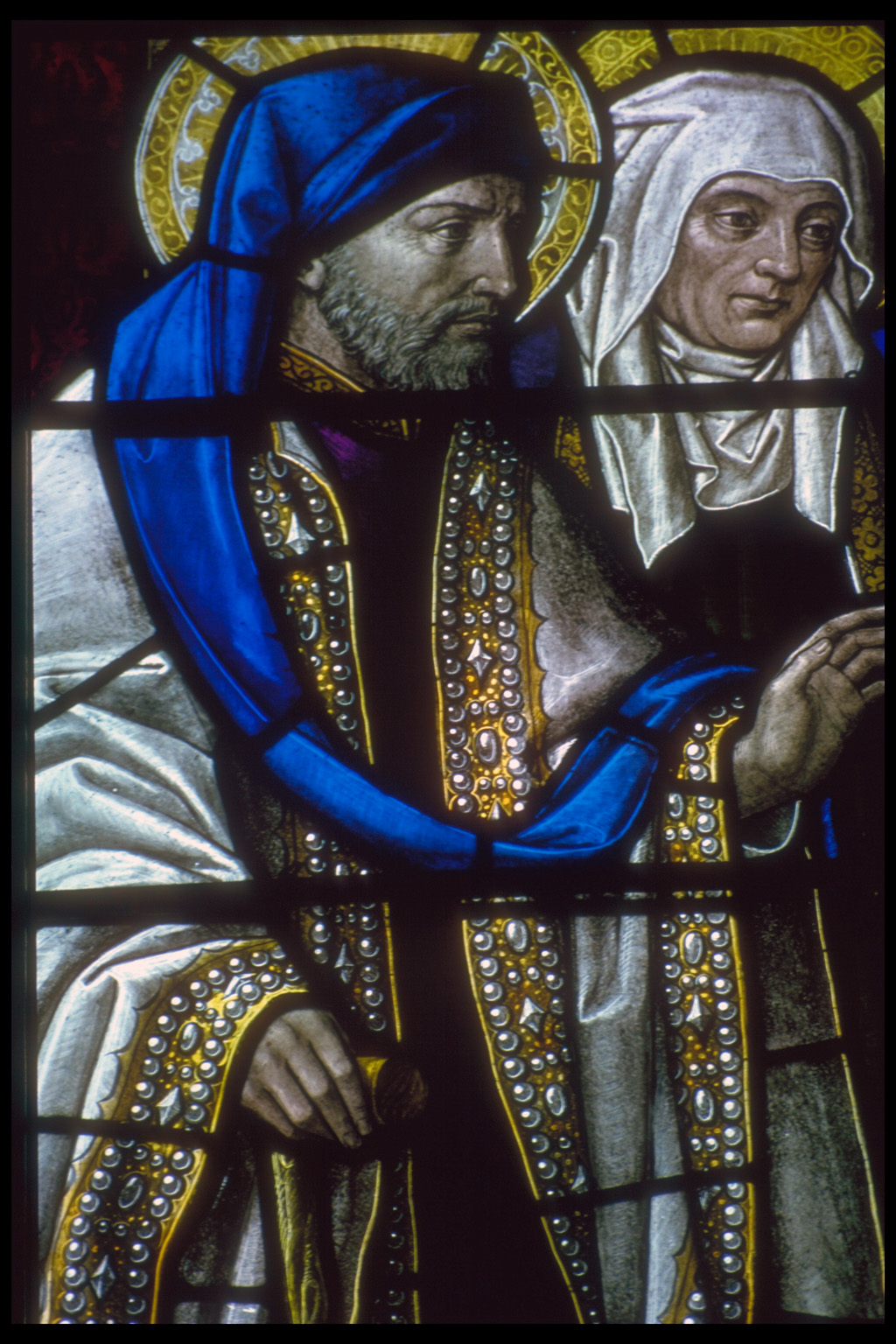
Vitral en la iglesia catedral

El presente edificio es visto como uno de los mejores ejemplos de catedrales normandas en Inglaterra, con una puerta particularmente buena en su entrada occidental (principal). El tímpano representa a Cristo sentado en la gloria en el centro, con Justo y Ethelberto escoltándole a ambos lados de la puerta.
Tras la muerte de Gundulf, la catedral tiene una historia un tanto difuminada. En 1130 la catedral fue consagrada por el arzobispo de Canterbury, asistido por 13 obispos en presencia de Enrique I, pero la ocasión se vio empañada por una gran fuego que casi destruye toda la ciudad y daño la nueva catedral. Fue nuevamente dañada por otros fuegos en 1137 y 1179. Después de esto fue saqueada en 1215 por las fuerzas del rey Juan y otra vez en 1264 por Simon de Montfort durante los asedios a la ciudad y su castillo.
Sin embargo, además del relicario de San Paulino, la catedral contiene las reliquias de San Ithamar, el primer sajón en ser consagrado obispo, y de San Guillermo de Perth, un peregrino escocés asesinado. En 1201 las ofrendas a la tumba de San Gulliermo fueron tan grandes, que gracias a ellas se reconstruyó el coro y se añadió la torre central (1343), completando la catedral.
La catedral sufrió una época de decadencia tras la disolución de los monasterios en el siglo XVI, durante ese tiempo sus propiedades fueron confiscadas por la Corona, y pasó a estar en mal estado y desacreditada. Samuel Pepys, la describió como un “mal lugar”. En el siglo XIX se llevaron a cabo muchas restauraciones, los principales trabajos fueron llevados a cabo por Lewis Cottingham desde 1824 a 1830 seguido por Sir Gilbert Scott que cogió el relevo en 1872, renovando la catedral y restaurándola hasta una copia bastante razonable de la que fue en el siglo XI.